# 阿久津未来也
阿久津 未来也（あくつ みきや、1995年3月17日 - ）は、栃木県出身の日本のプロゴルファー。

## 経歴
栃木県宇都宮市出身。祖母の影響で物心つく3歳ころにはゴルフをしていた。作新学院高等学校進学時にはゴルフ特待生で推薦を受けたが、あえて難関の特進コースで一般受験し合格した。1年の2010年に『関東ジュニア』や『フジサンケイジュニア』で優勝し、2011年の『フジサンケイクラシック』でツアー初体験ながら23位に入り、ロゥエストアマチュア賞を獲得した。日本大学に進学し、4年時の2016年に『日本学生ゴルフ選手権』を制覇して、同年のクオリファイングトーナメントでプロ宣言。
2017年9月にプロテストを合格し、同年12月の『日本プロゴルフ新人選手権』で優勝した。その資格で出場した2018年の『日本プロゴルフ選手権』では最終日に一時首位に並んだが結果は6位タイ。
2021年に賞金ランキング27位として初シードを獲得した。
2022年『パナソニックオープン』3日目12番ホールでプロ初となるホールインワンを達成。
2022年に選手会監事となり、2024年には選手会副会長に就任。
2025年の『〜全英への道〜ミズノオープン』の最終日を1打差の単独首位でスタートすると、4バーディ3ボギーの71をマークし、トータル13アンダーでプロ10年目にして悲願のツアー初優勝を果たした。

## エピソード
- 2019年9月に佐賀県武雄市の若木ゴルフ倶楽部で開催されたAbemaTVツアー「HEIWA・PGM Challenge II 〜 Road to CHAMPIONSHIP 2019」は、同年8月末に起きた九州北部豪雨により大きな被害が出ており、当初は開催も困難な状況であったが、コーススタッフやボランティアの協力などで無事開催することができていた。その感謝の意味を込めて同大会の獲得賞金を武雄市に寄付した[11]。

- 初優勝した2025年の『〜全英への道〜ミズノオープン』はJFE瀬戸内海ゴルフ倶楽部での開催であり、同ゴルフ場と県境の広島県福山市出身でラウンド経験豊富なことから、交流のある女子プロゴルファーの田辺ひかりへ同年3月にキャディをオファーすると快諾されてタッグを組んだ[12]。

## 主な記録

### ツアー優勝(1)
| No. | Date                 | Tournament                   | スコア                 | 2位との差 | 2位（タイ）   |
| --- | -------------------- | ---------------------------- | ---------------------- | --------- | ------------- |
| 1   | 2025年5月29日-6月1日 | 〜全英への道〜ミズノオープン | −13（67-69-68-71=275） | 4打       | 宋永漢 河本力 |